# Cholet-Pays de Loire 1992
La Cholet-Pays de Loire 1992, quindicesima edizione della corsa e valida come evento del circuito UCI categoria 1.3, fu disputata il 22 marzo 1992 su un percorso di 205 km. Fu vinta dal francese Laurent Desbiens che giunse al traguardo con il tempo di 5h09'16" alla media di 39,772 km/h.

## Ordine d'arrivo (Top 10)
| Pos. | Corridore               | Squadra   | Tempo    |
| ---- | ----------------------- | --------- | -------- |
| 1    | Laurent Desbiens        | Collstrop | 5h09'16" |
| 2    | Serge Baguet            | Lotto     | a 2'12"  |
| 3    | Jean-Cyril Robin        | Castorama | s.t.     |
| 4    | Thomas Dürst            | PDM       | s.t.     |
| 5    | Gilbert Duclos-Lassalle | Z         | s.t.     |
| 6    | Paul Haghedooren        | Collstrop | s.t.     |
| 7    | Jérôme Simon            | Z         | a 2'23"  |
| 8    | Danny Nelissen          | PDM       | s.t.     |
| 9    | Gerrit de Vries         | Buckler   | s.t.     |
| 10   | Luc Leblanc             | Castorama | s.t.     |